# L3/33
Carro Veloce L3/33 byl italský tančík, který byl postaven dle britského originálu Carden-Loyd Mk.VI. a navazoval na svého předchůdce Carro Veloce 29, jež byl pro italskou armádu vyroben v 21 kusech. Typu L3 bylo postaveno přibližně 2500 kusů a byl bojově nasazen v habešské válce, španělské občanské válce i druhé světové válce.

## Vývoj

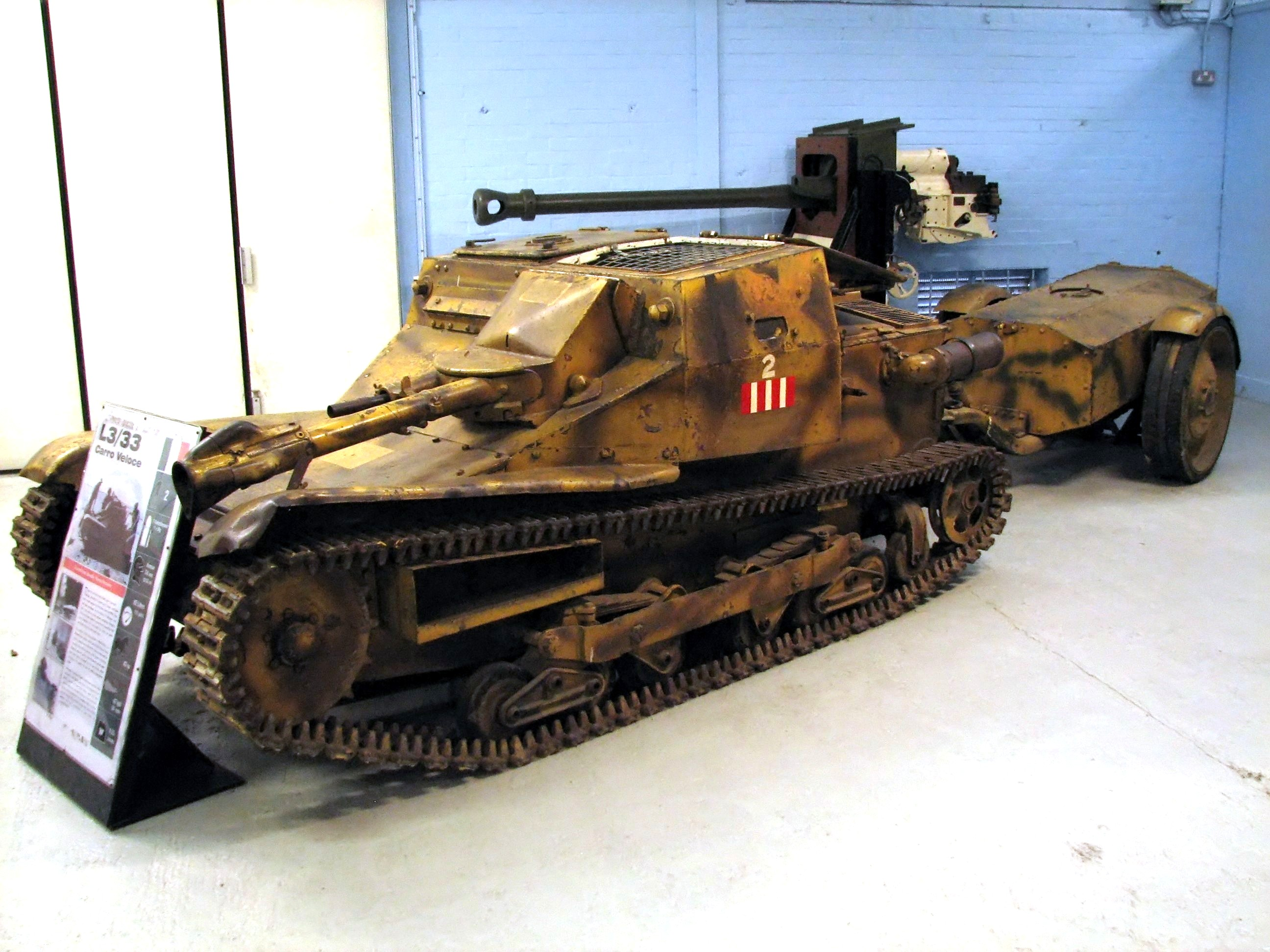
Plamenometná verze

Provoz tančíků CV 29 ukázal řadu nedostatků vozidel této konstrukce, především špatné odpružení, jím způsobené otřesy a umístění osádky tanku ve stejném prostoru s motorem což, především během přesunu, osádky velice vyčerpávalo. V roce 1931 proto byly postaveny dva prototypy (první bez nástavby, druhý s nástavbou a výzbrojí jednoho kulometu) vylepšeného tančíku C.V. 3 s prodlouženým podvozkem, který výrazně zlepšoval jízdní vlastnosti vozu v terénu a umožňoval také oddělit prostor osádky od motoru. Výrazně se zlepšil i systém odpružení. Po zkouškách byl tank přijat pro sériovou výrobu pod označením L3/33. Celkem bylo vyrobeno přibližně 2500 kusů tanku L3 všech verzí (poslední 17kusová série, vyrobená na přání Němců, byla dodána až v roce 1944).

## Konstrukce

### L3/33

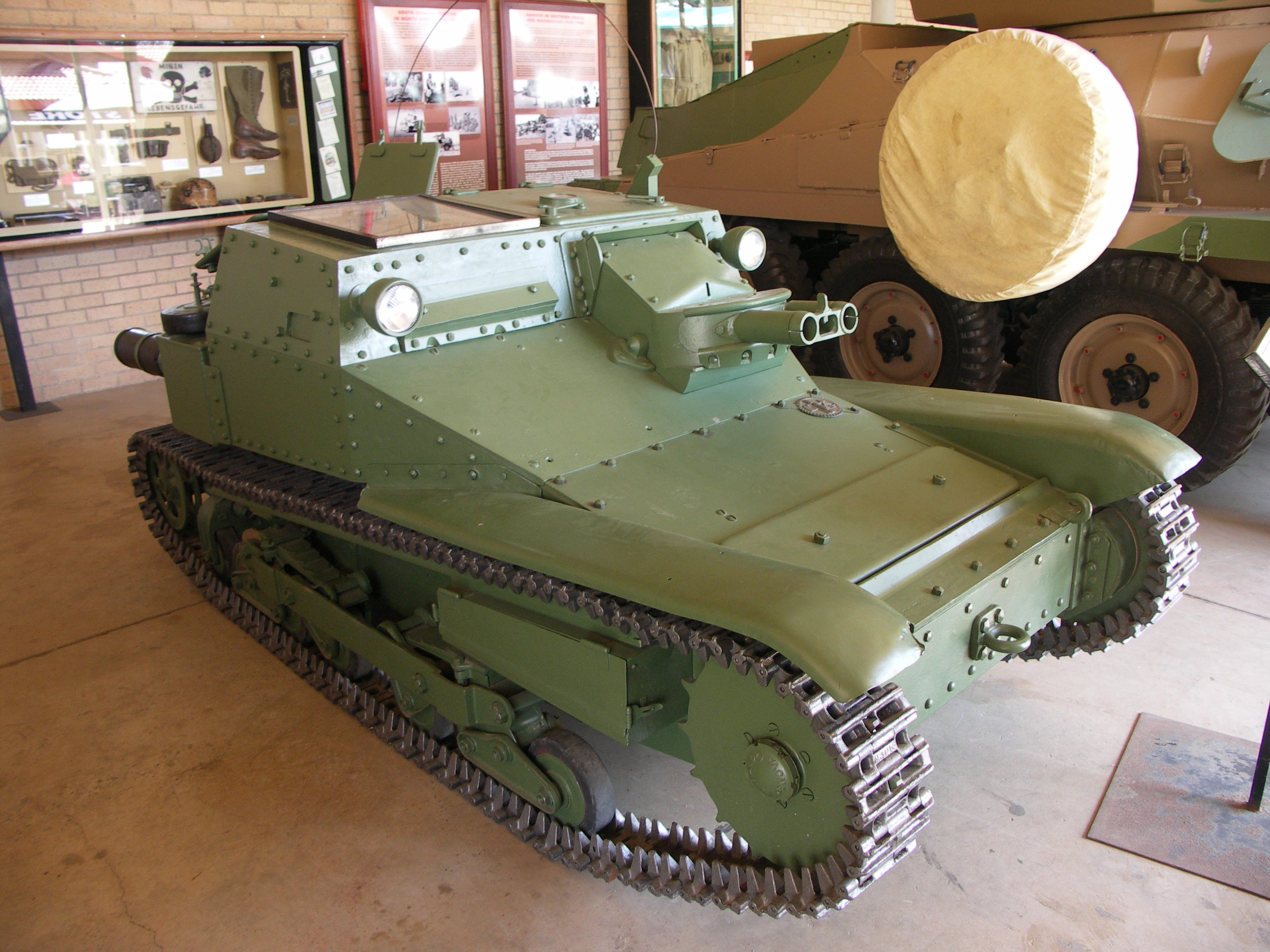
L3/35

Korba tančíku L3/33 byla hranatá, pancéřování nýtované. Stroj poháněl motor SPA o výkonu 43 hp. Podvozek sestával z dvojice hnacích kol vpředu, sedmi pojezdových kol a napínacího kola vzadu. Výzbroj byla uložena v čelním pancíři nástavby korby. Dva předsériové stroje byly vyzbrojeny vodou chlazeným kulometem Revelli-Fiat ráže 6,5 mm. První série vozů byla vyzbrojena vzduchem chlazeným kulometem Fiat 14 ráže 6,5 mm. U druhé série (po 490. kus) byla výzbroje zesílena na dva kulomety Fiat 35 ráže 8 mm (2170 nábojů). Ještě později byly montovány (zpětně i do starších kusů) kulomety Breda 38 ráže 8 mm. Stroj se vyráběl od roku 1934.

### L3/35

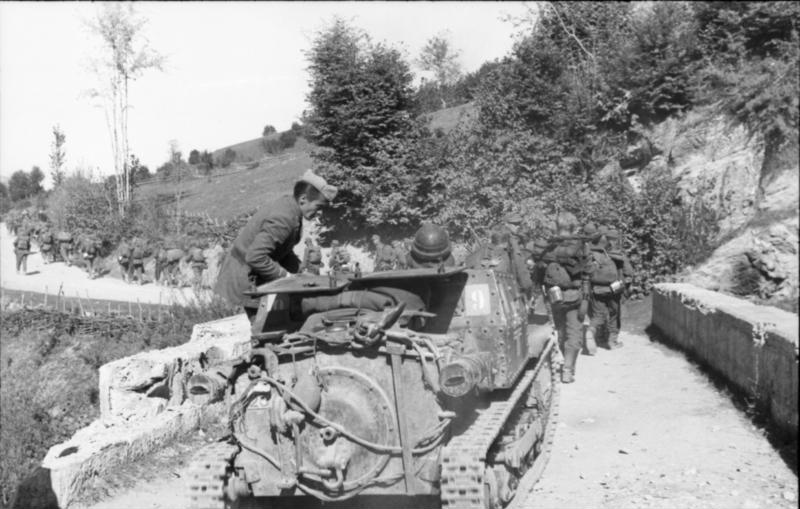
Zadní pohled na L3

Vzhledem k zastarávání byl tančík modernizován, a tak vznikl typ Carro Veloce L3/35, u kterého bylo zesíleno pancéřování a zvýšen dojezd. Stroj byl vyzbrojen dvěma kulomety Breda ráže 8 mm (byly zkoušeny i kulomety ráže 13,2 mm). Oba kulomety se nacházely v miniaturní věžičce uložené v čelním pancíři. Vizuálně se lišily pancířem, uchyceným pomocí nýtů.

### L3/38
Tato verze měla odlišné uspořádání podvozku se čtyřmi pojezdovými koly na každé straně, spojenými po dvou.

### Plamenometný tank
Carro Lancia Fiamme L3/35 - plamenometná verze tančíku. Do výzbroje byla přijata v srpnu 1935. Tato verze nebyla příliš úspěšná, protože do vlastního tanku se vešla pouze 25litrová nádrž zápalné kapaliny a umístění kapaliny v přívěsu naopak výrazně zhoršovalo jízdní vlastnosti tanku. Pro nedostatek vhodnějších vozidel byly plamenometné L3/35 nasazeny do bojů druhé světové války. Naopak mostní tank L3/33 Gettaponto nebyl sériově vyráběn.

## Bojové nasazení
Tančíky Carro Veloce L3/33/35 byly italskou armádou používány v habešské válce, ve španělské občanské válce, při útoku na Albánii a v Řecku, během vojenských operací v Jugoslávii. V boji se ukázalo, že tančík, vyzbrojený pouze kulomety, není rovnocenným protivníkem pro obrněná vozidla či tanky protivníka. Během bojů v Africe proto byl dokonce neznámý počet tančíků přezbrojen 20mm kanónem Solothurn.

### Habešská válka

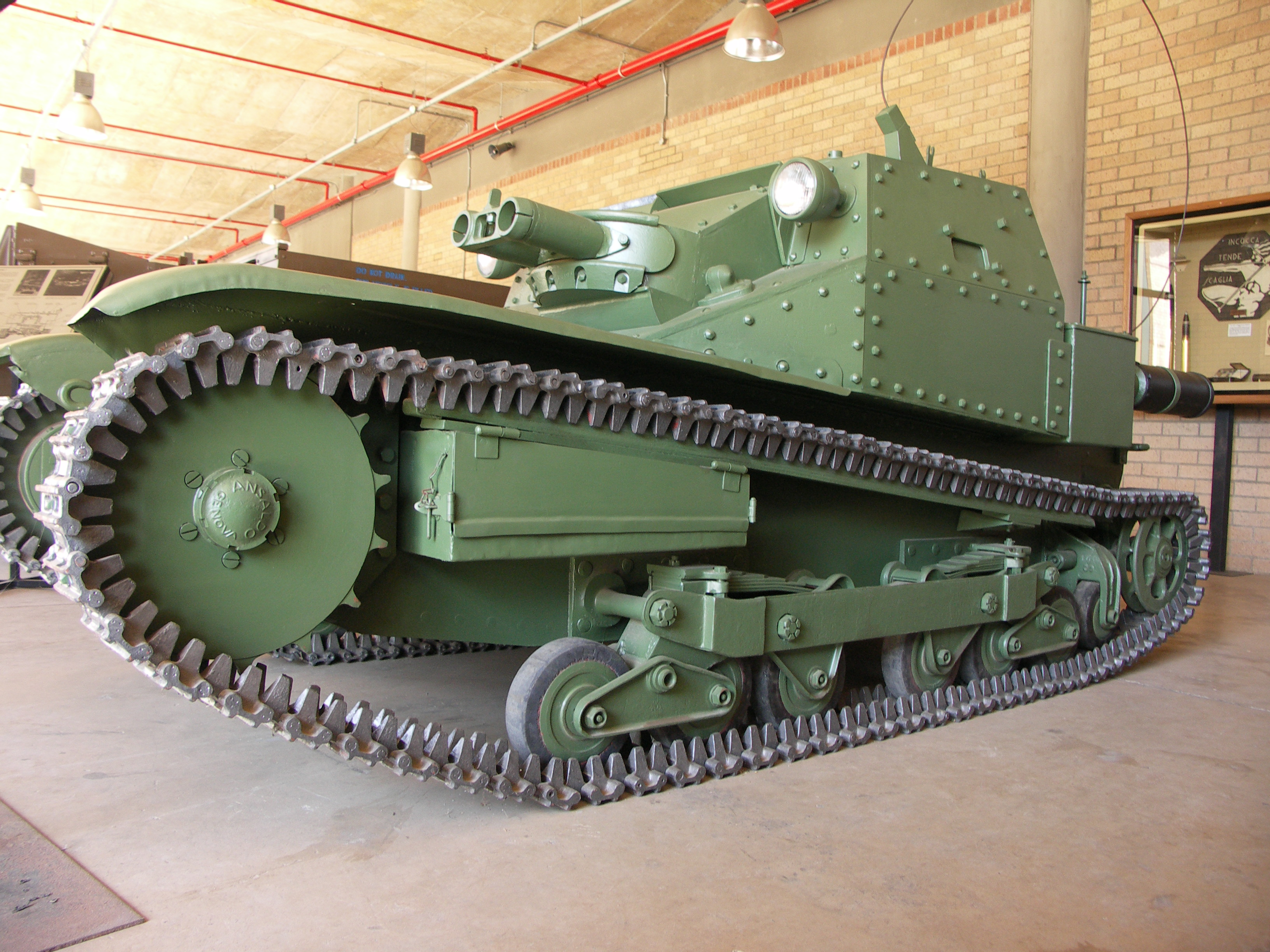
Jiný pohled na L3/35

Na počátku habešské války, která vypukla 3. října 1935, Italové soustředili 239 tančíků typu L3 (později byla nasazena i plamenometná verze). Hlavní úder byl veden z Eritreje a pomocný z Italského Somálska. Habeš se jim mohla bránit pouze 5–7 tanky, 6 obrněnými automobily a několika kusy protitankových děl ráží 20 a 37 mm (většina armády měla jen bodné a sečné zbraně). Problémy jim proto dělaly především extrémní přírodní podmínky a rozlehlost Habeše, která způsobovala potíže se zásobováním a časté ztráty kvůli poruchám. K závěrečnému útoku na hlavní město Addis Abeba, které padlo 5. května 1936, bylo nasazeno téměř 300 kusů L3. Nasazení tančíků L3 bylo po válce vyhodnoceno jako rozhodující pro italské vítězství, ukázalo se ale také, že pro ofenzivní akce je tančík slabě vyzbrojen a nedostatečně pancéřován.

### Španělská občanská válka

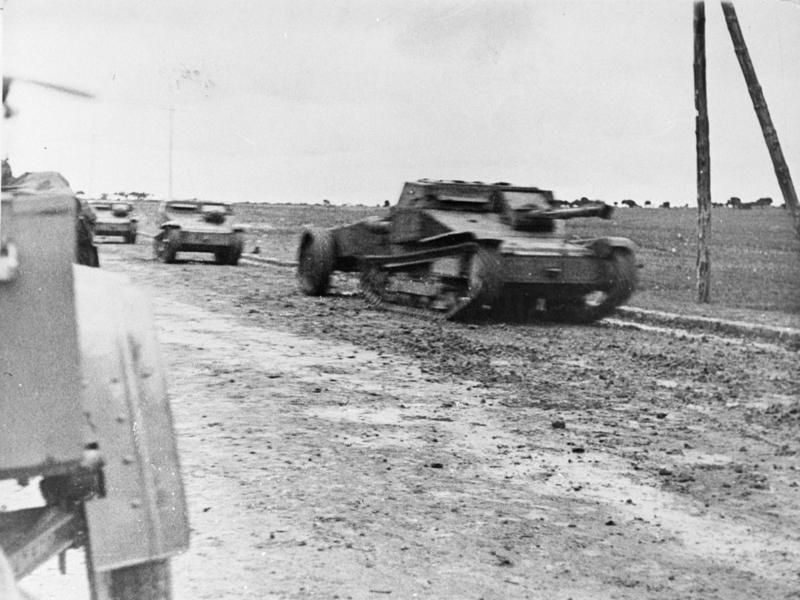
Plamenometný tank nasazený ve španělské občanské válce

L3 byl jediným italským tankem nasazeným ve španělské občanské válce. Itálie se v konfliktu postavila na stranu frankistů a poskytla jim finanční a materiální pomoc a dokonce i vojenské jednotky. Už 16. srpna 1936 bylo do Španělska dodáno prvních pět tančíků, určených pro výcvik. Dalších deset kusů bylo dodáno 29. září 1936 a v následujícím měsíci bojově nasazeno. Tančíky se v boji brzy setkaly s republikánskými lehkými tanky typu T-26, dodanými z SSSR, které je však svými parametry značně překonávaly (například měly kanón ráže 45 mm) a stejně nebezpečná pro ně byla i protitanková děla. Tančíky proto nemohly operovat samostatně, ale jen s doprovodem dalších jednotek (obrněné automobily, motocykly, dělostřelectvo, pěchota), které jim čistily cestu. Potvrdilo se tak, že je musí nahradit větší a silnější bojové vozidlo. Poslední tančíky byly dodány v prosinci 1938. Celkem jich bylo v boji ztraceno 56 kusů.

### Invaze do Albánie

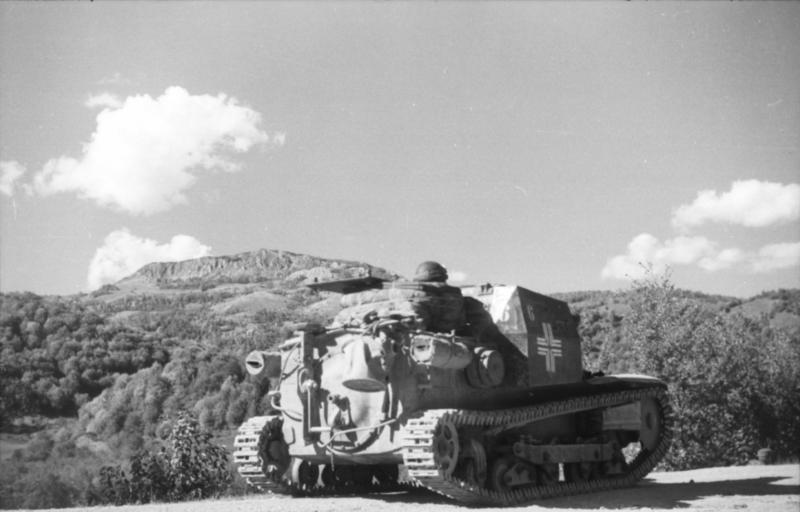
L3 při invazi do Albánie

Přibližně 150 tančíků L3 bylo nasazeno při italské invazi do Albánie v dubnu 1939. Itálie tak získala předpolí pro plánovaný útok na Řecko a Jugoslávii.

## Druhá světová válka
Na prahu druhé světové války (15. srpna 1939) disponovala italská armáda 1320 kusy tančíků L3. Mimo jiné jimi byly vyzbrojeny tři tankové divize (131. tanková divize Centauro, 132. tanková divize Ariete a 133. tanková divize Littorio).

### Francouzská kampaň
Do války Itálie vstoupila až 10. června 1940, krátce před francouzskou kapitulací a její tanky L3 (více než 264 kusů) byly v oblasti alpské části Maginotovy linie nasazeny proti francouzským pozicím.

### Africká kampaň

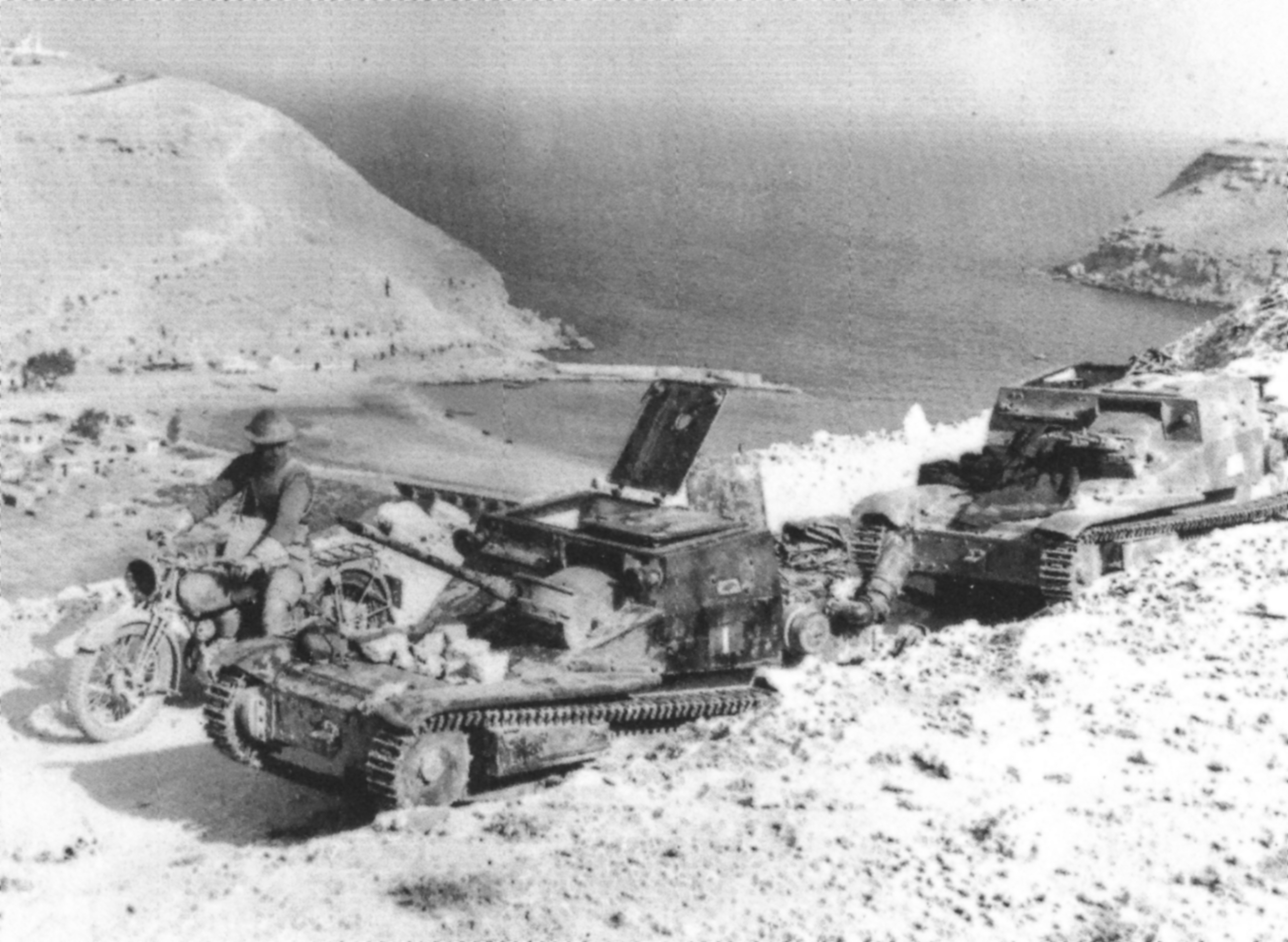
Dvojice L3 ukořistěných v Severní Africe

V Africe se italská armáda potýkala s armádou britskou, přičemž hlavním bojištěm byla Libye a Egypt. Nejprve však Itálie dne 4. srpna 1940 napadla a dobyla Britské Somálsko což bylo, vzhledem k britské slabosti v této oblasti, posledním úspěšným nasazením tančíků (v dubnu následujícího roku už měli Britové velkou převahu a kromě znovudobytí Britského Somálska do jejich rukou padla i Italská východní Afrika). Na severoafrickém bojišti se tanky L3, doplněné o lehké tanky M11/39, potýkaly s naprostou převahou britských tanků, především těch typu Matilda Mk II. Prosincová britská protiofenzíva také přinesla velké ztráty italských tančíků (Britové ukořistili přibližně 400 italských tanků všech typů). Po této zkušenosti byl neznámý počet tančíků vybaven kanónem ráže 20 mm, který mu poskytoval alespoň teoretickou šanci v boji proti jinému tanku. Tančíky byly přes svou nízkou bojovou hodnotu nasazovány až do roku 1942, kdy byly převedeny do týlu, především k výcviku.

### Balkánská kampaň

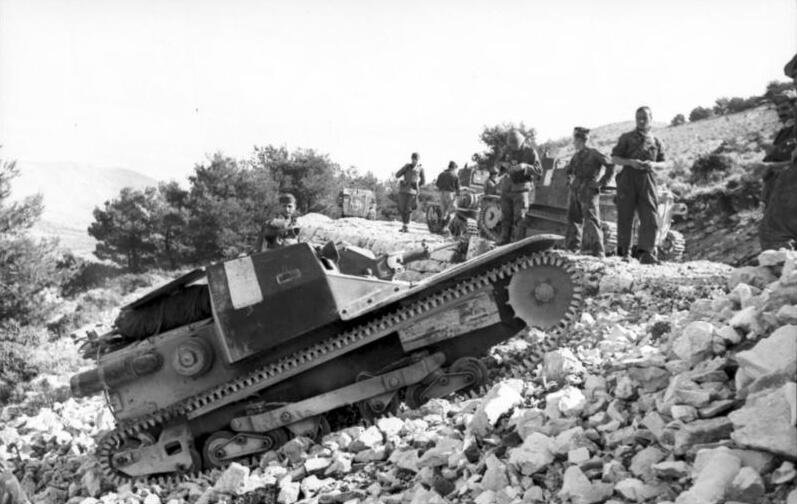
L3 v Řecku

Italský útok na Řecko, jehož výchozím bodem byla již dříve okupovaná Albánie, začal 28. října 1940. V bojích byl nasazen i typ L3, jež se však potýkal s velice těžkým a pro jeho nasazení nevhodným terénem. Italský útok nebyl úspěšný a Řecko bylo dobyto až s vydatnou pomocí Wehrmachtu. Tančíky byly použity také při útoku na Jugoslávii.

## Zahraniční uživatelé
V letech 1935–1936 bylo celkem 151 tančíků L3/33 a L3/35 dodáno do Maďarska, kde vytvořily základ jeho tankových sil a část jich byla Maďarskem nasazena během první poloviny druhé světové války. Šest kusů tančíku L3 zakoupila, ještě před italskou okupací, Albánie. Rakousko mělo ve své výzbroji 72 tančíků vyzbrojené kulometem Schwarzlose, 18 stejně vyzbrojených tančíků zakoupilo Bulharsko. Brazílie převzala 23 kusů L3/38 vyzbrojené kulomety Breda 31 ráže 13.2 mm a později dalších 18 kusů s kulometem Madsen 8 mm.